# 小行星2150
小行星2150（2150 Nyctimene）是一颗围绕太阳公转的小行星。1977年10月13日，威廉·勞倫斯·賽博克（William Lawrence Sebok）在帕洛马山发现了此天体。
該小行星以希臘神話的人物尼克提墨涅命名。
这颗小行星的绝对星等为235.5054857732383等。